# Pokémon Ranger: Tracce di luce
Pokémon Ranger: Tracce di luce (ポケモンレンジャー 光の軌跡?, Pokemon Renjā Hikari no kiseki) è un videogioco del genere action RPG, sviluppato dal HAL Laboratory in collaborazione con, Creatures Inc. e The Pokémon Company e pubblicato da Nintendo per Nintendo DS. È il terzo della serie Pokémon Ranger, successivo a Pokémon Ranger: Ombre su Almia.

## Trama
Il videogioco inizia con il protagonista in groppa ad uno Staraptor in compagnia ad un Pokémon Ranger di sesso opposto, Martino o Marina. I due personaggi sono all'inseguimento dei Bricconieri di Pokémon, un'organizzazione criminale che sta cercando di catturare un Pokémon leggendario. Quando il personaggio giocante viene colpito da Occhiorosso, uno dei generali dell'associazione precipita in mare, causando la rottura del suo Styler. Trovato il dispositivo, verrà trasportato dalla corrente fino a Dolcegoccia, una pacifica isoletta abitata esclusivamente da Pokémon; questi ultimi sembrano rientrare nei piani dei Bricconieri. Dopo aver fermato i criminali, un anziano di nome Otello giungerà sull'isola e ospiterà il protagonista nella propria dimora, situata a Cocona. Di seguito il protagonista farà conoscenza di un bambino del villaggio che lo condurrà all'esplorazione della Grotta Lima. Durante l'escursione il Pokémon Ranger assisterà all'inseguimento del Pokémon leggendario Raikou da parte dei Bricconieri.
Nel corso del gioco il protagonista incontrerà ulteriori Pokémon leggendari, tra cui Entei e Suicune, che potranno essere invocati grazie a particolari grafemi. Dopo aver svolto alcune missioni, il Pokémon Ranger riuscirà a catturare Occhioblu, altro generale dell'organizzazione di malviventi, poi liberato da Occhiorosso in cambio del personaggio di sesso opposto, anch'esso catturato dai Bricconieri, che seguirà il protagonista nel resto della sua avventura. Altri personaggi incontrati nel corso della storia sono Ascanio, il Dott. Edo, Magoss e Vanessa, che sembreranno all'inizio amichevoli, tuttavia si riveleranno i veri capi dei Bricconieri, e dei Sorsisti, che cercheranno di conquistare Oblivia. Dopo aver sfidato due volte il Pokémon leggendario Mewtwo, utilizzato dai Sorsisti, il protagonista evocherà Ho-Oh e salverà la regione. Al termine dei crediti finali al Pokémon Ranger verrà affidata una nuova missione: trovare e catturare Zapdos, Articuno e Moltres.

## Modalità di gioco

### La cattura

Immagine di gioco

Pokémon Ranger: Tracce di luce è un gioco di ruolo d'azione il cui gameplay ruota attorno alla cattura dei Pokémon attraverso lo Styler di cattura, cattura che si realizza tracciando dei cerchi intorno al Pokémon con lo stilo sul touch screen del Nintendo DS. È necessario eseguire molti cerchi attorno al Pokémon, fino a quando la barra dell'amicizia posta sotto di esso non sarà completamente piena. A quel punto il Pokémon da catturare diventa amico del Ranger ed è utilizzabile per eliminare ostacoli sul suo cammino, o come aiuto nel caso di altre catture. Se il Pokémon da catturare rompe i cerchi disegnati utilizzando degli attacchi su di loro, la salute dello Styler scende fino all'esaurimento dell'energia.Quando l'energia raggiunge lo zero, lo Styler si rompe, e il giocatore deve riprendere la partita dall'ultimo punto in cui ha salvato il gioco. Tuttavia, se ad esempio, il Pokémon cammina attraverso la linea dello styler senza usare un attacco, la linea dello styler si rompe, ma lo styler non subisce danni. La cattura dei Pokémon e il completamento delle missioni e degli incarichi aumenta XP, che possono portare ad aggiornamenti per il proprio styler, come ad esempio l'aggiornamento della potenza e dell'energia. Svolta una parte della storia, lo styler può essere caricato in modo da realizzare cerchi che riempiono la barra dell'amicizia più velocemente.

### Pokémon compagno
Il proprio Pokémon compagno è un Pichu nativo dell'isola Dolcegoccia. Vuole unirsi a te per sconfiggere i Bricconieri di Pokémon, responsabili della cattura dei suoi amici dell'isola. Tuttavia, in seguito al loro salvataggio, Pichu rimarrà legato a voi e sarà ufficialmente il vostro Pokémon compagno. La particolarità di Pichu è il suo ukulele azzurro. Sarà di grande aiuto durante la cattura: infatti in determinati momenti della lotta, Pichu appare nella parte bassa del Touch Screen, pronto a scendere in battaglia, suonando il suo ukulele. Le note della melodia aiuteranno a riempire più rapidamente la barra dell'amicizia e a completare la cattura del Pokémon da catturare. All'inizio del gioco la melodia non è completa, ma con il trascorrere della storia, l'ukulele verrà perfezionato rendendolo molto efficace come sostegno alle catture.

### Aiuto nella lotta
Come nei predecessori, i Pokémon catturati possono aiutarvi nelle nuove catture, ma le Poké Tattiche saranno diverse dal precedente videogioco, Pokémon Ranger: Ombre su Almia. Infatti i Pokémon possono scendere in campo ed usare una mossa standard, utile per attaccare il Pokémon da catturare, riempiendo più velocemente la barra dell'amicizia. Tuttavia, se i Pokémon alleati vengono colpiti dal Pokémon da catturare, verranno automaticamente liberati. Dopo il loro utilizzo, se non colpiti dal Pokémon da catturare, non torneranno liberi, ma rimarranno legati al giocatore fino a quando non saranno colpiti, lasciati liberi o utilizzati per eliminare ostacoli.

### Grafemi del ranger
Una delle nuove funzionalità consente di chiamare i propri Pokémon per il supporto alle catture. Il giocatore può infatti utilizzare i cosiddetti grafemi, tracciando alcuni simboli sul Touch Screen tramite una funzione del menu dello styler. Con essi si possono chiamare alcuni Pokémon leggendari come Entei, Raikou e Suicune, i quali possono essere utilizzati per saltare ostacoli al di fuori della battaglia, rimuovere rocce, camminare sull'acqua o far apparire Pokémon nascosti, o come Articuno, Zapdos, Moltres, Lugia e Ho-Oh, per poterli risfidare e aumentare l'esperienza del proprio styler..

### Modalità più giocatori
Tra le altre caratteristiche più interessanti, vi è la possibilità idi giocare nella modalità multiplayer, con un limite di quattro. Con gli altri tre ranger è possibile sviluppare una seconda storia situata nel passato rispetto al gioco normale, cooperando con loro in missioni uniche, ed insieme catturare Pokémon. È possibile sfidarsi anche tramite Nintendo Wi-Fi Connection.

### Missioni online
Il gioco include anche la possibilità di scaricare tramite Nintendo Wi-Fi Connection missioni extra, una delle quali vi dà accesso a Deoxys, una specie di Pokémon della terza generazione di tipo Psico, che può essere trasferito in altri giochi Pokémon per Nintendo DS, se catturato nella missione del passato. Oltre a quella di Deoxys vi sono anche le missioni di Arceus, Shaymin, Giratina ed Heatran.

## Accoglienza
| Testata               | Giudizio |
| --------------------- | -------- |
| Metacritic (media al) | 68/100   |
| GamePro               | 3/5      |
| GamesRadar+           | 6/10     |
| GameZone              | 6,5/10   |
| IGN                   | 7/10     |
| Nintendo Power        | 7/10     |

GamePro ha affermato che "Tracce di Luce non si discosta molto dagli ultimi due titoli della serie". Kristine Steimer di IGN ha dichiarato che la grafica dei diversi ambienti "sembra davvero nitida" e "La musica descrive molto bene l'atmosfera della storia". GamesRadar+ ha affermato che "Tracce di Luce è un ottimo gioco per i bambini piccoli, ma è troppo semplicistico per il resto di noi". GameZone ha commentato "La grafica di Tracce di Luce mi ha davvero sorpreso... sia i personaggi che il mondo di Oblivia contengono più dettagli rispetto ai principali giochi Pokémon."
È stato il gioco più venduto in Giappone dalla settimana dal 1º al 7 marzo, vendendo 161 000 copie. Rimase in cima alle classifiche la settimana successiva, vendendo 65 000 copie e arrivando a 360 000 copie nel primo mese.